# Leopoldo Bonafulla
Leopoldo Bonafulla fou el pseudònim de l'anarquista català Joan Baptista Esteve i Martorell (Barcelona, 1857 - ídem, 17 de novembre de 1925). Va intervenir en els fets de la Setmana Tràgica de 1909 i per això fou empresonat. Era representant del centre obrer Luz del Porvenir de Bujalance i va participar en el congrés de Barcelona celebrat l'octubre-novembre de 1910 en què es va decidir la constitució de la CNT i de la que en fou escollit vocal del Comité. Formà part del grup Avenir, que publicava el diari del mateix nom, dirigí el diari El Productor (1901-1904) i va col·laborar a El Rebelde, junt amb Teresa Claramunt Creus i a La Revista Blanca.
És un personatge important en el procés d'implantació de les teories del sindicalisme revolucionari, i domina l'actuació dels anarquistes a Barcelona d'inicis del segle fins a la Setmana Tràgica. Bonafulla planteja que els anarquistes han d'anar al Sindicat, però no han de ser exactament sindicalistes. Hi han d'anar perquè si no el sindicats cauen en el reformisme o en mans dels marxistes (que enganyen els obrers en el joc polític), i per demostrar que el Sindicat és un bon espai per rebre la propaganda anarquista.

## Obres
- Criterio Libertario (1905), obra del mateix nom que la publicada per Anselmo Lorenzo el 1903
- La Justicia Libre (s.d.)
- La Revolución de Julio (1910) sobre la Setmana Tràgica